# Tipula atrisumma
Tipula atrisumma är en tvåvingeart som beskrevs av Doane 1912. Tipula atrisumma ingår i släktet Tipula och familjen storharkrankar. Inga underarter finns listade i Catalogue of Life.